# Chipinge
Chipinge é uma cidade e distrito localizada no sudeste do do Zimbábue, na província de Manicalândia, num vale perto da fronteira com Moçambique.
De acordo com o censo de 1982, a população da cidade ronda os 6.070 habitantes.
O clima quente do local permite a exploração de diversas culturas como o café e o chá, entre outros.
A cerca de 62km da cidade, a atravessar o rio Sabi, encontra-se um dos mais famosos lugares do país: a Ponte Birchenough.